# Liste du patrimoine culturel immatériel de l'humanité en Tchéquie
Cet article recense les pratiques inscrites au patrimoine culturel immatériel en Tchéquie.

## Statistiques
La Tchéquie a ratifié la convention pour la sauvegarde du patrimoine culturel immatériel le 18 février 2009. La première pratique protégée est inscrite en 2008.
En 2023, la Tchéquie compte 10 éléments inscrits au patrimoine culturel immatériel, 9 sur la liste représentative et 1 sur le registre des meilleures pratiques de sauvegarde.

## Listes

### Liste représentative
Les éléments suivants sont inscrits sur la liste représentative du patrimoine culturel immatériel de l'humanité :
| Élément | Type | Subdivision          | Année | Lien  | Notes | Illus. |
| --- | --- | -------------------- | ----- | ----- | --- | --- |
| Slovácko Verbuňk, la danse des recrues                                                                            | arts du spectacle | Moravie-du-Sud, Zlín | 2008  | 00147 | | Attestation de reconnaissance au patrimoine universel de l'UNESCO de Slovácko Verbuňk, la danse des recrues |
| Les défilés de porte-à-porte et masques (cs) des Jours gras dans les villages de la région de Hlinecko            | pratiques sociales, rituels et événements festifs                                                                                          | Hlinsko              | 2010  | 00397 | | |
| La Chevauchée des Rois dans le sud-est de la Tchéquie                                                             | pratiques sociales, rituels et événements festifs                                                                                          | Slovaquie morave     | 2011  | 00564 | | La Chevauchée des Rois dans le sud-est de la Tchéquie                                                       |
| La fauconnerie, un patrimoine humain vivant                                                                       | connaissances et pratiques concernant la nature et l’univers                                                                               |                      | 2016  | 01708 | Partagé avec l'Allemagne, l'Arabie saoudite, l'Autriche, la Belgique, la Corée du Sud, la Croatie, les Émirats arabes unis, l'Espagne, la France, la Hongrie, l'Irlande, l'Italie, le Kazakhstan, le Kirghizistan, le Maroc, la Mongolie, le Pakistan, les Pays-Bas, la Pologne, le Portugal, le Qatar et la Syrie | Buse de Harris                                                                                              |
| Le théâtre de marionnettes en Slovaquie et en Tchéquie                                                            | arts du spectacle |                      | 2016  | 01202 | Partagé avec la Slovaquie | Marionnettes dans un musée de marionnette Tchèque.                                                          |
| Le Blaudruck/Modrotisk/ Kékfestés/Modrotlač, impression de réserves à la planche et teinture à l'indigo en Europe | savoir-faire liés à l'artisanat traditionnel                                                                                               |                      | 2018  | 01365 | Partagé avec l'Autriche, l'Allemagne, la Hongrie et la Slovaquie | |
| La fabrication artisanale de décorations d'arbres de Noël en perles de verre soufflé                              | savoir-faire liés à l'artisanat traditionnel                                                                                               |                      | 2020  | 01559 | | |
| Le radelage | traditions et expressions orales connaissances et pratiques concernant la nature et l'univers savoir-faire liés à l'artisanat traditionnel |                      | 2022  | 01866 | Partagé avec l'Allemagne, l'Autriche, l'Espagne, la Lettonie et la Pologne | |
| Connaissances, techniques et savoir-faire du verre artisanal                                                      | savoir-faire liés à l'artisanat traditionnel                                                                                               |                      | 2023  | 01961 | Partagé avec l'Allemagne, l'Espagne, la Finlande, la France et la Hongrie | |

### Patrimoine immatériel nécessitant une sauvegarde urgente
La Tchéquie ne compte aucun élément listé sur la liste du patrimoine immatériel nécessitant une sauvegarde urgente.

### Registre des meilleures pratiques de sauvegarde
La Tchéquie compte une pratique listée au registre des meilleures pratiques de sauvegarde :
| Élément | Type                                         | Subdivision | Année | Lien  | Notes | Illus. |
| --- | -------------------------------------------- | ----------- | ----- | ----- | ----- | ------ |
| Stratégie pour la sauvegarde de l'artisanat traditionnel : Le Programme des détenteurs de la tradition des arts populaires | savoir-faire liés à l'artisanat traditionnel |             | 2022  | 01468 |       |        |